# Ba Don

Ba Don (på vietnamesiska Ba Đồn) är en stad i Vietnam i provinsen Quang Binh. Huế är belägen cirka 210 kilometer sydost om staden, 140 kilometer syd om Vinh. Folkmängden uppgick till 122 424 invånare vid folkräkningen 2013.